# نوویه آزمیوو
نوویه آزمیوو (به لاتین: Novoye Azmeyevo) یک منطقهٔ مسکونی در روسیه است که در باشقیرستان واقع شده‌است.